# Clase Lepanto (Fletcher)
Los cinco destructores de la Clase Lepanto (Fletcher) pertenecían a la Clase Fletcher norteamericana de la Segunda Guerra Mundial, y eran conocidos en la armada como "Los Cinco Latinos". Llegaron a España gracias a los acuerdos de 1953 con Estados Unidos.

## Historia
Se trata de buques utilizados por la US Navy durante la Segunda Guerra Mundial y ligeramente modernizados en la electrónica y el armamento a principio de los años 50. Eran en su momento unos buques magníficos, que a lo largo de los años 60 constituyeron la espina dorsal de la Armada española. Finalmente, fueron sustituidos en las funciones de escolta por las corbetas de la Clase Descubierta a principio de los 80. Sin embargo, se mantuvieron en servicio hasta bien entrados los años 80, cuando ya estaban francamente obsoletos.

### Servicio en la Armada Española
Los D-20 formaron la 21ª Escuadrilla de Destructores, con base en Cartagena, y a partir de 1980 fueron transferidos a las Fuerzas de Vigilancia Marítima, prestando servicio como patrulleros de altura hasta el final de sus días. Así, el D-22 fue asignado a la Zona Marítima de Canarias, los D-21 y D-25 a la del Cantábrico, el D-24 a la del Estrecho y el D-23 a la del Mediterráneo.

## Buques de la clase
| Nombre              | Numeral | Nombre US Navy         | Astillero                                 | Botado | Alta Armada Española | Baja | Causa               |
| ------------------- | ------- | ---------------------- | ----------------------------------------- | ------ | -------------------- | ---- | ------------------- |
| Lepanto             | D-21    | Capps DD-550           | Gulf Shipbuilding Co Chickashaw-Alabama   | 1943   | 1957                 | 1985 | Retirado/desguazado |
| Almirante Ferrándiz | D-22    | David W. Taylor DD-551 | Gulf Shipbuilding Co Chickashaw-Alabama   | 1943   | 1957                 | 1987 | Retirado/desguazado |
| Almirante Valdés    | D-23    | Converse DD-509        | Bath Iron Works Co Bath-Maine             | 1942   | 1959                 | 1986 | Retirado/desguazado |
| Alcalá Galiano      | D-24    | Jarvis DD-799          | Todd Pacific Inc Seattle-Washington       | 1944   | 1960                 | 1988 | Retirado/desguazado |
| Jorge Juan          | D-25    | McGowan DD-678         | Federal Shipbuilding Co Kearny-New Jersey | 1943   | 1960                 | 1988 | Retirado/desguazado |